# Криваве посвячення
«Криваве посвячення» (англ. The Initiation) — містичний слешер 1984 року режисера Ларі Стюарта. Цей фільм є останнім у його кар'єрі.

## Сюжет
Молода студентка Келлі не пам'ятає свого минулого до 9-ти річного віку. Батьки пояснюють цю амнезію падінням дівчинки з великої висоти і перебуванням у комі. Але дивні кошмари переслідують Келлі весь той час, що пройшло відтоді. Молодий викладач психології, захищаючи дисертацію з сновидінь, вирішує допомогти дівчині розібратися з нічними страхами. В ході проведення гіпнозу з'ясовується, що це не сон, а спогади про вбивство батька, зради матері і загибелі незнайомця у вогні. Далі йдуть вбивства «привидами з минулого», ось тут то і починається справжня різанина. Підлітки вмирають один за одним, причому способи вбивства майже не повторюються. Жертви кричать, як їм і належить, а допомога приходить, як завжди, пізно.
Фільм рясніє метафорами, психологічними концепціями, відсилаючи нас до Юнга та Фрейда, розкриваються тема заздрості і диктату в молодіжних спільнотах, присутні елементи еротики.
В цілому фільм може похвалитися непоганим сюжетом, розв'язка якого тримає глядача до кінця, та й кінцівку глядачеві слідують обміркувати самому бо на минуле є тільки натяк.